# Пронин, Игорь Николаевич
Игорь Николаевич Пронин (род. 4 мая 1964 года) — российский нейрорентгенолог, член-корреспондент РАМН (2011), академик РАН (2016).

## Биография
Нейрорентгенолог, заместитель директора по научной работе (с 2010 года) и по совместительству заведующий отделением рентгеновских и радиоизотопных методов диагностики «Научно-исследовательский институт нейрохирургии имени академика Н. Н. Бурденко».
В 2011 году — избран членом-корреспондентом РАМН.
В 2014 году — стал членом-корреспондентом РАН (в рамках присоединения РАМН и РАСХН к РАН).
В 2016 году — избран академиком РАН (Отделение медицинских наук РАН).

## Научная деятельность
Специалист в области нейрорентгенологии.
Автор 127 статей, 9 книг, 1 патента
Под его руководством защищено две докторские и одна кандидатская диссертации.

## Награды
- Премия имени академика Н. Н. Бурденко (совместно с В. Н. Корниенко, за 2010 год) — за трехтомное руководство по нейрорентгенологии «Диагностическая нейрорадиология», изданное в 2009 году в России и за рубежом (издательство «Springer»))[2]